# Yoshu Fukushu
Yoshu Fukushu (予襲復讐?) è il quinto album in studio del gruppo musicale giapponese Maximum the Hormone, pubblicato il 31 luglio 2013 dalla VAP.
Il disco è stato anticipato dai video dei brani A-L-I-E-N e dell'omonimo Yoshu Fukushu.

## Tracce
1. Yoshu Fukushu – 5:13
2. Bluetiful Intro: Tsukino Bakugeki-ki – 0:31
3. Utsukushikihitobitonouta – 4:38
4. Benjo Sandal Dance – 4:04
5. Chu2 the Beam – 4:01
6. "F" – 4:07
7. Tsume Tsume Tsume – 4:35
8. Rock Oreimairi (3 Chord de Omae Full-bokko) – 2:19
9. Unbelievable! (Suwomintsu Hokereiro Mifueho) – 3:35
10. A-L-I-E-N – 4:46
11. My Girl – 4:02
12. Mesubuta no Ketsu ni Binta (Kick mo) – 2:41
13. Beauty Killosseum – 5:22
14. Maximum the Hormone – 4:55
15. Koino Sperm – 5:37

## Formazione
- Daisuke-han – voce
- Maximum the Ryo-kun – voce, chitarra
- Ue-chan – basso
- Nawo – voce, batteria